# Premi Joan Fuster d'assaig
El Premi Joan Fuster d'assaig és un premi literari en llengua catalana convocat per Edicions 3i4 i entregat dins els Premis Octubre celebrats cada any al País Valencià. Porta el nom de l'assagista valencià Joan Fuster.
Al premi hi poden optar totes les obres, inèdites i en llengua catalana, d'assaig i té una dotació de 6.000 euros.

## Guanyadors
- 1972: El fet lingüístic com a fet social, de Francesc Vallverdú
- 1973: País perplex, de Josep Vicent Marquès
- 1974: Republicans i camperols revoltats, d'Alfons Cucó
- 1975: La via valenciana, d'Ernest Lluch
- 1976: Raons d'identitat del País Valencià: Pèls i senyals, de Dolors Bramon, Teresa Carnero Arbat, J.A. Martínez-Serrano, Màrius García Bonafé i Vicent Soler i Marco
- 1977: Inquisició espanyola i cultura renaixentista al País Valencià, de Jordi Ventura
- 1978: Lingüística i qüestió nacional, de Sebastià Serrano
- 1979: Desert
- 1980: Desert
- 1981: Contra moros i jueus, de Dolors Bramon
- 1982: Fuster portàtil, de Josep Iborra
- 1983: Les cendres de maig: Material per a la crítica dels projectes alternatius, d'Ernest García i Emèrit Bono
- 1984: Crítica de la nació pura, de Joan Francesc Mira
- 1985: Desert
- 1986: De impura natione, de Damià Mollà i Eduard Mira
- 1987: Desert. Es publiquen els dos llibres finalistes: Document 88, de diversos autors, i La Pesta Blava, de Vicent Bello.
- 1988: 
  - València, 750 anys de nació catalana, de Josep Guia
  - Els Països Catalans i Espanya: Ser o no ser, de Pep Solervicens i Bo
- 1989: Desert
- 1990: 
  - L'esperit de la ciència, de Xavier Duran i Escribà
  - És més simple encara, digueu-li Espanya, de Francesc de Paula Burguera
- 1991: Deu daus, d'Agustí Pons i Mir
- 1992: El rostre de l'altre: Passeig filosòfic per l'obra d'Emmanuel Lévinas, de Xavier Antich
- 1993: La mirada de Narcís, d'Anna Papiol i Constantí
- 1994: Cultura de masses i postmodernitat, d'Enric Marín i Otto i Joan Manuel Tresserras
- 1995: La temptació de la memòria, de Pau Viciano Navarro
- 1996: La via africana, d'Alfred Bosch
- 1997: Joan Roís de Corella: La importància de dir-se honest, de Stefano Maria Cingolani
- 1998: Despintura del Jo, de Carles Hac Mor
- 1999: Dislocacions, de Ferran Sáez Mateu
- 2000: Aprés la mort, d'Albert Toldrà i Vilardell[1]
- 2001: Joan Fuster, converses filosòfiques, de Júlia Blasco Serra
- 2002: Euram 2010: Una geografia necessària, de Josep Vicent Boira i Maiques
- 2003: 
  - Ficcions còmplices, de Joan Garcia del Muro
  - El nacionalisme que ve, d'Antoni Vives i Tomàs
- 2004: Elogi de la memòria, de Santi Vila
- 2005: Desert
- 2006: Simenon i la connexió catalana, de Xavier Pla i Barbero
- 2007: Una geografia imaginària: Mèxic i la narrativa de l'exili, de Carlos Guzmán Moncada
- 2008: Realisme i nació: Un assaig de filosofia impura, d'Antoni Defez i Martín
- 2009: Franco contra Flash Gordon, per Vicent Sanchis i Llàcer
- 2010: Paisatge, territori i societat civil, de Joan Nogué i Font[2]
- 2011: Agent 447, de Gemma Aguilera Marcual
- 2012: Un antídot contra l'extrema dreta, de Toni Cruanyes[3]
- 2013: Economia de l'absurd: Quan comprar més barat contribueix a quedar-se sense feina, de Josep Burgaya[4]
- 2014: El periodisme després de Twitter: Notes per repensar un ofici, d'Albert Sáez[5]
- 2015: Valencians sense ADN: Relats dels orígens, de Ferran Garcia-Oliver
- 2016: Soldats del no-res, de Joan Garcia del Muro
- 2017: Les altres catalanes: Memòria, identitat i jo autobiogràfic en la literatura d'immigració, de Margarida Castellano Sanz
- 2018: Les ciutats de lluny de Josep Pla d'Antoni Martí Monterde.[6]
- 2019: L'eternitat enamorada, de Josep Igual[7]
- 2020: Els marges dels mapes, d'Àlex Matas[8]
- 2021: Fuster i els mallorquins. El debat identitari a la Mallorca tardofranquista, de Gabriel Ensenyat[9]
- 2022: desert[10]
- 2023: Fam als ulls, ciment a la boca. Una lectura de La mort i la primavera, de Neus Penalba[11]
- 2024: El bell viatge. Kavafis a la cultura catalana, d'Eusebi Ayensa[12]